# Allocosa mulaiki
Allocosa mulaiki este o specie de păianjeni din genul Allocosa, familia Lycosidae. A fost descrisă pentru prima dată de Gertsch, 1934. Conform Catalogue of Life specia Allocosa mulaiki nu are subspecii cunoscute.